# Leptictidium
A Leptictidium az emlősök (Mammalia) osztályának fosszilis Leptictida rendjébe, ezen belül a Pseudorhyncocyonidae családjába tartozó nem.

## Rendszerezés
A nembe az alábbi 5-8 faj tartozik:
- Leptictidium auderiense Tobien, 1962 - C. Mathis szerint, a Leptictidium auderiense nem tartozik ebbe a nembe.
- Leptictidium ginsburgi Mathis, 1989
- ?Leptictidium listeri Hooker, 2013
- Leptictidium nasutum Lister & Storch, 1985
- ?Leptictidium prouti Hooker, 2013
- Leptictidium sigei Mathis, 1989
- ?Leptictidium storchi Hooker, 2013
- Leptictidium tobieni Koenigswald & Storch, 1987

## Tudnivalók
A Leptictidium-fajok körülbelül 50 millió évvel ezelőtt fejlődtek ki, amikor az eocén kori Európában meleg éghajlat volt és a kontinenst sűrű, nedves erdők borították. 35 millió évvel ezelőtt létezésük megszűnt, valószínűleg a szárazabb éghajlat miatt. Nincsenek mai leszármazottjaik. Az állatok 60-90 centiméter hosszúak voltak, az orruktól a farkuk végéig, és testtömegük csak 2-4 kilogramm lehetett. Mivel az emlősökhöz tartoztak, melegvérűek voltak, ami előnyös volt számukra, mert zsákmányaikat, a kisebb hüllőket könnyebben meg tudták fogni a hűvös reggeleken. A Leptictidium-fajoknak hosszú, mozgatható, érzékeny orruk volt, amely hasonlított a mai elefántcickány-félék orrához. Kifinomult hallásukkal, könnyen észrevették zsákmányállataikat. Az állatok mindig táplálékszerző úton voltak, hogy fenn tudják tartani fürge, mozgékony életmódjukat és testük hőmérsékletét. A Leptictidium fajok ragadozó életmódot folytattak, vadászva kis emlősökre, hüllőkre és gerinctelenekre, hajnalban és este. Csak ezekben az órákban volt biztonságos, számukra az erdő cserkészése. Mivel mellső lábai rövidek voltak és a hátsó lábak hosszúak, a Leptictidium-fajok úgy változtattak helyet, mint a mai kengurufélék.

## Lelőhelyek
Leptictidium maradványokat találtak Európában, a Messel-lelőhelynél.